# Sandy Davie
Alexander Grimmond Davie, meglio conosciuto come Sandy Davie (Dundee, 10 giugno 1945), è un allenatore di calcio ed ex calciatore scozzese naturalizzato neozelandese, di ruolo portiere.

## Biografia
Ritiratosi dal mondo del calcio rimane a vivere con la moglie Sue, da cui ebbe due figli, a Tauranga (Nuova Zelanda).

## Carriera

### Calciatore

#### Club
Dopo aver provato ad entrare nelle giovanili del Dundee, di cui era tifoso, e del West Ham Utd, venne ingaggiato dal Dundee Utd, con cui esordì in prima squadra all'età di sedici anni. Con gli Arabs, sotto la guida di Jerry Kerr, vince due Forfarshire Cup oltre ad ottenere come miglior piazzamento il quinto posto nella Scottish Division One 1965-1966.
Con il suo club partecipò alla Coppa delle Fiere 1966-1967, ove con i suoi eliminò nei sedicesimi di finale i campioni in carica del Barcellona, prima squadra scozzese a vincere in una trasferta in Spagna, ma venendo eliminato nel turno successivo dagli italiani della Juventus.
Nell'estate 1967 con gli scozzesi disputò il campionato nordamericano organizzato dalla United Soccer Association: accadde infatti che tale campionato fu disputato da formazioni europee e sudamericane per conto delle franchigie ufficialmente iscritte al campionato, che per ragioni di tempo non avevano potuto allestire le proprie squadre. Il Dundee United rappresentò il Dallas Tornado, che concluse la Western Division al sesto ed ultimo posto.
Nel 1968 si trasferisce in Inghilterra dal Luton Town per la cifra di 8000£, con cui ottiene la promozione in cadetteria al termine della Third Division 1969-1970.
Tra il 1970 ed il 1972 è in forza al Southampton, società della massima serie inglese, con cui gioca un solo incontro nella First Division 1970-1971, chiusa al quinto posto finale.
Nel 1972 ritorna al Dundee Utd, con cui gioca altre due stagioni nella massima serie scozzese, e con cui raggiunge la finale di Scottish Cup 1973-1974, persa contro il Celtic. Nel 2016 viene inserito nella hall of fame dei Tangerines.
Nel 1975 viene ingaggiato dai neozelandesi del North Shore Utd, con cui vince il campionato 1977. Dal 1979 al 1982 gioca nel Mount Wellington, con cui si aggiudica al tre campionati e due Chatham Cup.

#### Nazionale
Davie ha giocato nel 1964 un incontro nella nazionale Under-23 della Scozia, conclusosi in una vittori contro i coetanei dalla Francia.
Trasferitosi in Nuova Zelanda, dopo averne preso la nazionalità, entra a far parte della locale rappresentativa, giocandovi undici incontri.

### Allenatore
Ha allenato i portieri della nazionale neozelandese e dal 2001 al 2003 la nazionale femminile della Nuova Zelanda.

## Palmarès

### Calciatore
- Forfarshire Cup: 2

Dundee Utd: 1962-1963, 1964-1965
- Campionato neozelandese: 4

North Shore Utd: 1977
Mount Wellington: 1979, 1980, 1982
- Chatham Cup: 2

Mount Wellington: 1980, 1982